# Powieść paraboliczna
Powieść paraboliczna (powieść parabola) – odmiana powieści podobna strukturą do biblijnych przypowieści (paraboli), gdzie przedstawione postacie i wydarzenia nie są ważne ze względu na swe cechy jednostkowe, ale obrazują pewne uniwersalne prawdy dotyczące egzystencji ludzkiej, historii czy świata.
Przypowieść jako gatunek występujący w Biblii wykorzystali pisarze dwudziestolecia międzywojennego, tworząc powieść paraboliczną. Wyróżnia ją jej dwupoziomowy charakter: poza traktowaniem jej jako powieści realistycznej, można doszukać się drugiej, głębszej warstwy – alegorycznej, którą powinien odczytać czytelnik. Zmusza go do tego również narrator, który stara się być obiektywny, nie komentuje wydarzeń, nie wartościuje postaci, pobudzając tym samym czytelnika do oceny i interpretacji przedstawionych faktów. Postawy bohaterów powieści i wydarzenia mają charakter uniwersalny, są bardziej wieloznaczne niż wskazywałyby na to czas i miejsce akcji.
W powieści parabolicznej mimo rozwiniętej fabuły realia podlegają rygorystycznej selekcji ze względu na nadrzędny sens utworu. Ukazane tu postaci i zdarzenia są przykładami sytuacji egzystencjalnych czy historycznych, które już się pojawiły, bądź mogą pojawić się w przyszłości. Zasadą kompozycyjną powieści paraboli jest opisywanie pewnych problemów za pomocą innych (np. motto w Dżumie Alberta Camusa).
Typowe powieści paraboliczne w literaturze XX-wiecznej:
- Dżuma – Albert Camus
- Proces – Franz Kafka
- Ciemności kryją ziemię – Jerzy Andrzejewski
- Mały Książę – Antoine de Saint-Exupéry